# Agoristenus
Agoristenus is een geslacht van hooiwagens uit de familie Agoristenidae.
De wetenschappelijke naam Agoristenus is voor het eerst geldig gepubliceerd door Šilhavý in 1973. 

## Soorten
Agoristenus omvat de volgende 2 soorten:
- Agoristenus cubanus
- Agoristenus haitensis